# American Eagle (Motorradmarke)

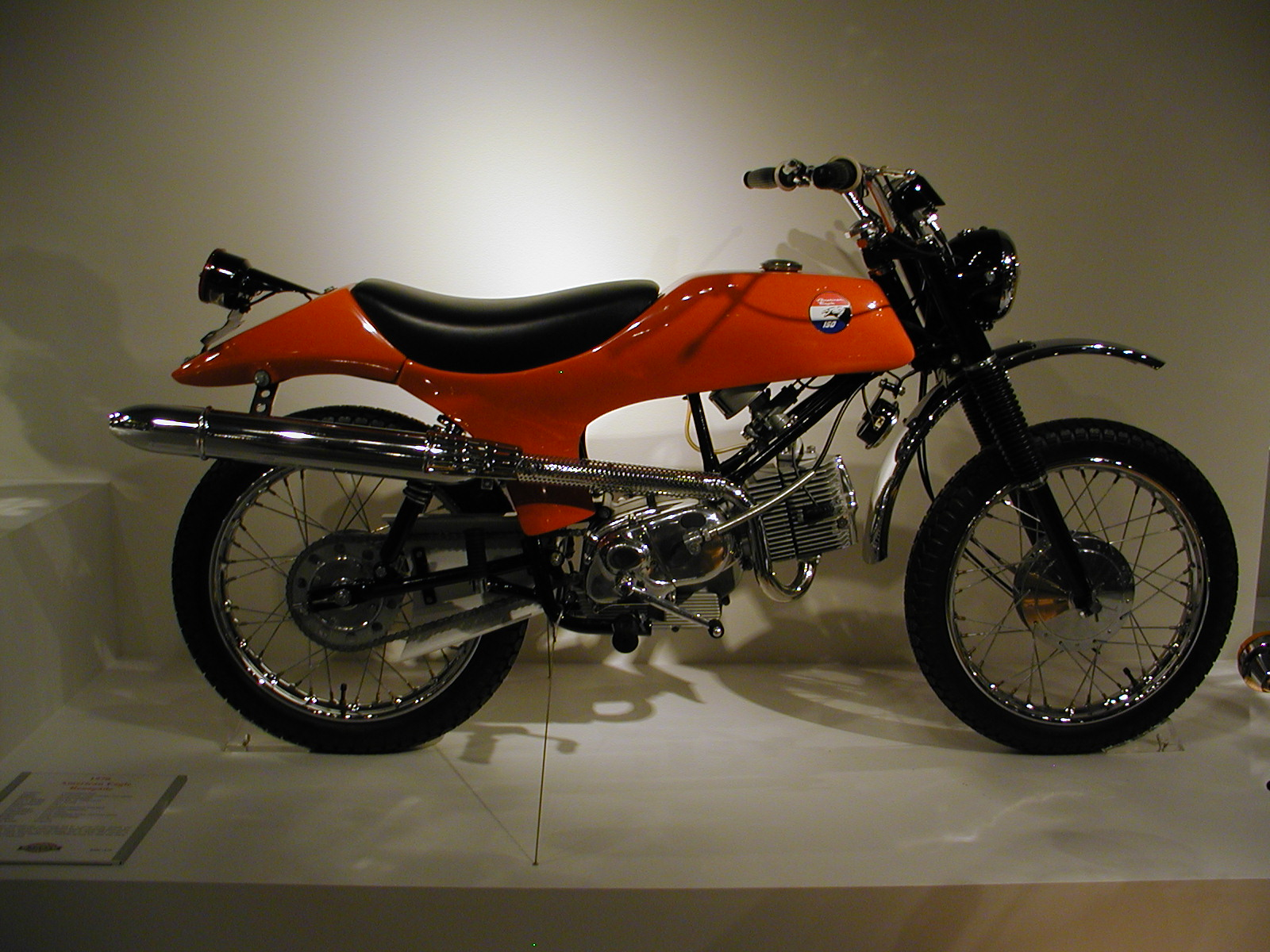
American Eagle Renegade

American Eagle war eine US-amerikanische Motorradmarke, die von 1967 bis 1969 bestand. Der Motorradhändler Jack McCormack aus Santa Ana (Kalifornien), importierte italienische Motorräder des Herstellers Laverda, die er in den USA unter der Marke American Eagle anbot. Geländemotorräder aus britischer Produktion sowie 350-cm³-Motorräder von Kawasaki sollen auch unter dem Namen verkauft worden sein. Der Motorradstuntman Evel Knievel benutzte 1969/1970 bei seinen Stunts die Laverda 750 („American Eagle“).
In der Werbung wurde American Eagle folgendermaßen umworben:

„Wie man einen Klassiker konstruiert? Man nimmt ein ausschließlich amerikanisches Team von hervorragenden Experten, die die Bedürfnisse und Wünsche amerikanischer Motorradfahrer verstehen. Dazu nimmt man 18  Monate Entwicklung und Konstruktion […] Fahrten vom Meer bis Pikes Peak, von der Wüstenhitze bis zu Minusgraden in den Bergen …“

## Modellreihe
| Modell                                        | Modelljahre | Stückzahlen | Technik                                               | Leistung             |
| American Eagle Renegade (Laverda 150)         | 1967–1969   | unbekannt   | Einzylinder-Viertaktmotor mit 147,9 cm³ Hubraum       | 10,5 PS bei 8000/min |
| American Eagle Marauder (Kawasaki A7 Avenger) | unbekannt   | unbekannt   | Zweizylinder-Zweitaktmotor (Twin) mit 338 cm³ Hubraum | 42 PS bei 8000/min   |
| American Eagle (Laverda 750)                  | 1968        | 200         | Zweizylinder-Viertaktmotor (Twin) mit 744 cm³ Hubraum | 60 PS bei 6800/min   |